# Ciclism la Jocurile Olimpice de vară din 2020 - Sprint feminin individual
Cursa ciclistă de sprint feminin individual de la Jocurile Olimpice de vară din 2020 a avut loc în perioada 6-8 august 2021 pe Izu Velodrome,Tokyo.

## Program
Orele sunt ora Japoniei (UTC+9) 
| Data                    | Timp                          | Etapă                                                                                |
| ----------------------- | ----------------------------- | ------------------------------------------------------------------------------------ |
| Vineri, 6 august 2021   | 15:30 16:32 16:58 18:06 18:53 | Calificări 32-imi de finală Recalificări 32-imi 16-imi de finală Recalificări 16-imi |
| Sâmbătă, 7 august 2021  | 15:30 16:13 16:39             | Optimi de finală Recalificări optimi Sferturi de finală                              |
| Duminică, 8 august 2021 | 10:18 11:06 11:20             | Semifinale Locurile 5-8 Finala                                                       |

## Rezultate

### Calificări
| Loc | Ciclistă            | Țară                       | Timp   | Diferență | Note  |
| --- | ------------------- | -------------------------- | ------ | --------- | ----- |
| 1   | Lea Friedrich       | Germania                   | 10,310 |           | C, RO |
| 2   | Kelsey Mitchell     | Canada                     | 10,346 | +0,036    | C     |
| 3   | Emma Hinze          | Germania                   | 10,381 | +0,071    | C     |
| 4   | Mathilde Gros       | Franța                     | 10,400 | +0,090    | C     |
| 5   | Lauriane Genest     | Canada                     | 10,460 | +0,150    | C     |
| 6   | Olena Starikova     | Ucraina                    | 10,461 | +0,151    | C     |
| 7   | Shanne Braspennincx | Olanda                     | 10,479 | +0,169    | C     |
| 8   | Katy Marchant       | Marea Britanie             | 10,495 | +0,185    | C     |
| 9   | Lee Wai-sze         | Hong Kong                  | 10,538 | +0,228    | C     |
| 10  | Zhong Tianshi       | China                      | 10,559 | +0,249    | C     |
| 11  | Ellesse Andrews     | Noua Zeelandă              | 10,563 | +0,253    | C     |
| 12  | Daria Shmeleva      | COR                        | 10,667 | +0,357    | C     |
| 13  | Anastasia Voynova   | COR                        | 10,669 | +0,359    | C     |
| 14  | Kaarle McCulloch    | Australia                  | 10,679 | +0,369    | C     |
| 15  | Daniela Gaxiola     | Mexic                      | 10,682 | +0,372    | C     |
| 16  | Simona Krupeckaitė  | Lituania                   | 10,706 | +0,396    | C     |
| 17  | Yuka Kobayashi      | Japonia                    | 10,711 | +0,401    | C     |
| 18  | Bao Shanju          | China                      | 10,723 | +0,413    | C     |
| 19  | Yuli Verdugo        | Mexic                      | 10,818 | +0,508    | C     |
| 20  | Madalyn Godby       | Statele Unite ale Americii | 10,869 | +0,559    | C     |
| 21  | Lee Hye-jin         | Coreea de Sud              | 10,904 | +0,594    | C     |
| 22  | Charlene du Preez   | Africa de Sud              | 10,974 | +0,664    | C     |
| 23  | Lyubov Basova       | Ucraina                    | 10,981 | +0,671    | C     |
| 24  | Miglė Marozaitė     | Lituania                   | 11,031 | +0,721    | C     |
| 25  | Urszula Łoś         | Polonia                    | 11,047 | +0,737    |       |
| 26  | Marlena Karwacka    | Polonia                    | 11,083 | +0,773    |       |
| 27  | Kirstie James       | Noua Zeelandă              | 11,116 | +0,806    |       |
| 28  | Jessica Lee         | Hong Kong                  | 11,232 | +0,922    |       |
| 29  | Coralie Demay       | Franța                     | 11,849 | +1,539    |       |
| 30  | Laurine van Riessen | Olanda                     | NS     | NS        |       |

### 32-imi de finală
| Serie | Loc | Ciclistă            | Țară                       | Diferență | Note |
| ----- | --- | ------------------- | -------------------------- | --------- | ---- |
| 1     | 1   | Lea Friedrich       | Germania                   | X         | C    |
| 1     | 2   | Miglė Marozaitė     | Lituania                   | +0,370    | R    |
| 2     | 1   | Kelsey Mitchell     | Canada                     | X         | C    |
| 2     | 2   | Lyubov Basova       | Ucraina                    | +0,535    | R    |
| 3     | 1   | Emma Hinze          | Germania                   | X         | C    |
| 3     | 2   | Charlene du Preez   | Africa de Sud              | +0,415    | R    |
| 4     | 1   | Mathilde Gros       | Franța                     | X         | C    |
| 4     | 2   | Lee Hye-jin         | Coreea de Sud              | +0,797    | R    |
| 5     | 1   | Lauriane Genest     | Canada                     | X         | C    |
| 5     | 2   | Madalyn Godby       | Statele Unite ale Americii | +0,121    | R    |
| 6     | 1   | Olena Starikova     | Ucraina                    | X         | C    |
| 6     | 2   | Yuli Verdugo        | Mexic                      | +0,107    | R    |
| 7     | 1   | Shanne Braspennincx | Olanda                     | X         | C    |
| 7     | 2   | Bao Shanju          | China                      | +0,152    | R    |
| 8     | 1   | Katy Marchant       | Marea Britanie             | X         | C    |
| 8     | 2   | Yuka Kobayashi      | Japonia                    | +0,612    | R    |
| 9     | 1   | Lee Wai-sze         | Hong Kong                  | X         | C    |
| 9     | 2   | Simona Krupeckaitė  | Lituania                   | +0,102    | R    |
| 10    | 1   | Zhong Tianshi       | China                      | X         | C    |
| 10    | 2   | Daniela Gaxiola     | Mexic                      | +0,087    | R    |
| 11    | 1   | Ellesse Andrews     | Noua Zeelandă              | X         | C    |
| 11    | 2   | Kaarle McCulloch    | Australia                  | +0,255    | R    |
| 12    | 1   | Anastasia Voynova   | COR                        | X         | C    |
| 12    | 2   | Daria Shmeleva      | COR                        | +0,056    | R    |

### Recalificări 32-imi
| Serie | Loc | Ciclistă           | Țară                       | Diferență | Note |
| ----- | --- | ------------------ | -------------------------- | --------- | ---- |
| 1     | 1   | Yuka Kobayashi     | Japonia                    | X         | C    |
| 1     | 2   | Simona Krupeckaitė | Lituania                   | +0,052    |      |
| 1     | 3   | Miglė Marozaitė    | Lituania                   | +0,265    |      |
| 2     | 1   | Bao Shanju         | China                      | X         | C    |
| 2     | 2   | Daniela Gaxiola    | Mexic                      | +0,027    |      |
| 2     | 3   | Lyubov Basova      | Ucraina                    | +0,602    |      |
| 3     | 1   | Kaarle McCulloch   | Australia                  | X         | C    |
| 3     | 2   | Yuli Verdugo       | Mexic                      | +0,041    |      |
| 3     | 3   | Charlene du Preez  | Africa de Sud              | +0,354    |      |
| 4     | 1   | Madalyn Godby      | Statele Unite ale Americii | X         | C    |
| 4     | 2   | Lee Hye-jin        | Coreea de Sud              | +0,054    |      |
| 4     | 3   | Daria Shmeleva     | COR                        | +0,057    |      |

### 16-imi de finală
| Serie | Loc | Ciclistă            | Țară                       | Diferență | Note |
| ----- | --- | ------------------- | -------------------------- | --------- | ---- |
| 1     | 1   | Lea Friedrich       | Germania                   | X         | C    |
| 1     | 2   | Madalyn Godby       | Statele Unite ale Americii | +0,391    | R    |
| 2     | 1   | Kelsey Mitchell     | Canada                     | X         | C    |
| 2     | 2   | Kaarle McCulloch    | Australia                  | +0,135    | R    |
| 3     | 1   | Emma Hinze          | Germania                   | X         | C    |
| 3     | 2   | Bao Shanju          | China                      | +0,201    | R    |
| 4     | 1   | Mathilde Gros       | Franța                     | X         | C    |
| 4     | 2   | Yuka Kobayashi      | Japonia                    | +0,485    | R    |
| 5     | 1   | Lauriane Genest     | Canada                     | X         | C    |
| 5     | 2   | Anastasia Voynova   | COR                        | +0,035    | R    |
| 6     | 1   | Olena Starikova     | Ucraina                    | X         | C    |
| 6     | 2   | Ellesse Andrews     | Noua Zeelandă              | +0,026    | R    |
| 7     | 1   | Shanne Braspennincx | Olanda                     | X         | C    |
| 7     | 2   | Zhong Tianshi       | China                      | +0,030    | R    |
| 8     | 1   | Katy Marchant       | Marea Britanie             | X         | C    |
| 8     | 2   | Lee Wai-sze         | Hong Kong                  | +0,025    | R    |

### Recalificări 16-imi
| Serie | Loc | Ciclistă          | Țară                       | Diferență | Note |
| ----- | --- | ----------------- | -------------------------- | --------- | ---- |
| 1     | 1   | Lee Wai-sze       | Hong Kong                  | X         | C    |
| 1     | 2   | Madalyn Godby     | Statele Unite ale Americii | +0,168    |      |
| 2     | 1   | Zhong Tianshi     | China                      | X         | C    |
| 2     | 2   | Kaarle McCulloch  | Australia                  | +0,117    |      |
| 3     | 1   | Ellesse Andrews   | Noua Zeelandă              | X         | C    |
| 3     | 2   | Bao Shanju        | China                      | +0,234    |      |
| 4     | 1   | Anastasia Voynova | COR                        | X         | C    |
| 4     | 2   | Yuka Kobayashi    | Japonia                    | +0,275    |      |

### Optimi de finală
| Serie | Loc | Ciclistă            | Țară           | Diferență | Note |
| ----- | --- | ------------------- | -------------- | --------- | ---- |
| 1     | 1   | Lea Friedrich       | Germania       | X         | C    |
| 1     | 2   | Anastasia Voynova   | COR            | +0,135    | R    |
| 2     | 1   | Kelsey Mitchell     | Canada         | X         | C    |
| 2     | 2   | Ellesse Andrews     | Noua Zeelandă  | +0,005    | R    |
| 3     | 1   | Emma Hinze          | Germania       | X         | C    |
| 3     | 2   | Zhong Tianshi       | China          | +0,359    | R    |
| 4     | 1   | Lee Wai-sze         | Hong Kong      | X         | C    |
| 4     | 2   | Mathilde Gros       | Franța         | +0,019    | R    |
| 5     | 1   | Katy Marchant       | Marea Britanie | X         | C    |
| 5     | 2   | Lauriane Genest     | Canada         | +0,179    | R    |
| 6     | 1   | Shanne Braspennincx | Olanda         | X         | C    |
| 6     | 2   | Olena Starikova     | Ucraina        | +0,045    | R    |

### Recalificări optimi
| Serie | Loc | Ciclistă          | Țară          | Diferență | Note |
| ----- | --- | ----------------- | ------------- | --------- | ---- |
| 1     | 1   | Lauriane Genest   | Canada        | X         | Q    |
| 1     | 2   | Mathilde Gros     | Franța        | +0,001    |      |
| 1     | 3   | Anastasia Voynova | COR           | +0,095    |      |
| 2     | 1   | Olena Starikova   | Ucraina       | X         | Q    |
| 2     | 2   | Ellesse Andrews   | Noua Zeelandă | +0,007    |      |
| 2     | 3   | Zhong Tianshi     | China         | +0,056    |      |

### Sferturi de finală
| Serie | Loc | Ciclistă            | Țară           | Cursa 1 | Cursa 2 | Decizie (dacă e nevoie) | Note |
| ----- | --- | ------------------- | -------------- | ------- | ------- | ----------------------- | ---- |
| 1     | 1   | Olena Starikova     | Ucraina        | X       | +0,018  | X                       | C    |
| 1     | 2   | Lea Friedrich       | Germania       | +0,001  | X       | +0,019                  | L5-8 |
| 2     | 1   | Kelsey Mitchell     | Canada         | X       | X       |                         | C    |
| 2     | 2   | Lauriane Genest     | Canada         | +0,041  | +0,058  |                         | L5-8 |
| 3     | 1   | Emma Hinze          | Germania       | X       | X       |                         | C    |
| 3     | 2   | Shanne Braspennincx | Olanda         | +0,098  | +0,074  |                         | L5-8 |
| 4     | 1   | Lee Wai-sze         | Hong Kong      | X       | X       |                         | C    |
| 4     | 2   | Katy Marchant       | Marea Britanie | +0,027  | +0,036  |                         | L5-8 |

### Locurile 5-8
| Loc | Ciclistă            | Țară           | Diferență |
| --- | ------------------- | -------------- | --------- |
| 5   | Lea Friedrich       | Germania       |           |
| 6   | Katy Marchant       | Marea Britanie | +0,099    |
| 7   | Shanne Braspennincx | Olanda         | +0,126    |
| 8   | Lauriane Genest     | Canada         | +0,216    |

### Semifinale
| Serie | Loc | Ciclist         | Țară      | Cursa 1 | Cursa 2 | Decident (dacă este nevoie) | Note |
| ----- | --- | --------------- | --------- | ------- | ------- | --------------------------- | ---- |
| 1     | 1   | Olena Starikova | Ucraina   | X       | X       |                             | CFA  |
| 1     | 2   | Lee Wai-sze     | Hong Kong | +0,040  | +0,128  |                             | CFB  |
| 2     | 1   | Kelsey Mitchell | Canada    | X       | +0,285  | X                           | CFA  |
| 2     | 2   | Emma Hinze      | Germania  | +0,101  | X       | +0,176                      | CFB  |

### Finale
| Loc                            | Ciclistă        | Țară      | Cursa 1 | Cursa 2 | Decident (dacă este nevoie) |
| ------------------------------ | --------------- | --------- | ------- | ------- | --------------------------- |
| Finala pentru medalia de aur   |                 |           |         |         |                             |
| 1                              | Kelsey Mitchell | Canada    | X       | X       |                             |
| 2                              | Olena Starikova | Ucraina   | +0,061  | +0,064  |                             |
| Finala pentru medalia de bronz |                 |           |         |         |                             |
| 3                              | Lee Wai-sze     | Hong Kong | X       | X       |                             |
| 4                              | Emma Hinze      | Germania  | +0,964  | +0,233  |                             |